# Coelocyboides
Coelocyboides is een geslacht van vliesvleugeligen uit de familie Pteromalidae. De wetenschappelijke naam van dit geslacht is voor het eerst geldig gepubliceerd in 1913 door Girault.

## Soorten
Het geslacht Coelocyboides omvat de volgende soorten:
- Coelocyboides bialbiguttus Girault, 1933
- Coelocyboides pax Girault, 1913